# José Cenizo Jiménez
José Cenizo Jiménez (Paradas, Sevilla, 1961) es un poeta y escritor especializado en el flamenco. Es Licenciado y Doctor en Filología Hispánica por la Universidad de Sevilla. Profesor de Lengua Castellana y Literatura (E. Secundaria) desde 1987 hasta su jubilación en 2021, de Teoría de la Literatura en la Facultad de Filología de la Universidad de Sevilla de 1999 a 2010 y del Área de  Didáctica de la Lengua y la  Literatura de la Facultad de Ciencias de la Educación de la Universidad de Sevilla de 2012 a  2016.  Obtuvo la acreditación de la ANECA como profesor titular de universidad (2016).
Ha presentado comunicaciones en diversos encuentros sobre autores o temas como José Cadalso, Rafael Porlán, Pedro Salinas, Julio Llamazares, la poesía del cante jondo, la tragedia griega, etc.
•	Ha ejercido o ejerce la crítica literaria en periódicos y revistas: El Correo de Andalucía, Renacimiento, Archivo Hispalense, Anthropos, Clarín, Estación Poesía, etc. De forma continuada en Papel literario  y actualmente en Diario Digital Luz Cultural.

## Su labor en el flamenco
Su labor en el Flamenco se centra en aspectos didácticos, creativos, peñísticos e investigadores: colaborador habitual con artículos o reseñas discográficas o bibliográficos de las revistas El Olivo, Sevilla Flamenca, Candil, Revista de Flamencología, Acordes de Flamenco, Litoral, Demófilo, entre otras, así como las digitales Jondoweb.com, La Madrugá, ExpoFlamenco, La flamenca, La musa y el duende, Sinfonía virtual; Presidente de la Tertulia Flamenca de Enseñantes “Calixto Sánchez” de Sevilla de 1995 a 1997; autor de numerosas coplas flamencas, publicadas muchas de ellas en coedición en el libro De la tierra al aire (1992) y grabadas por Calixto Sánchez en “La poesía del Flamenco”, revista Litoral de Málaga, 2005, así como en el libro Con pocas palabras (2008). Miembro del Jurado del Compás del Cante 2016. Debe su afición al cante a escuchar en directo en su pueblo, en su juventud, al cantaor Miguel Vargas. 

## Docencia en flamenco
Fue profesor del curso “Introducción al Flamenco” de la Fundación Cristina Heeren de Sevilla. Varios años impartió el curso “El Flamenco como proceso de comunicación del siglo XXI” en los Cursos Concertados con Universidades Extranjeras de la Universidad de Sevilla. Desde 2012 a 2014 fue coordinador del Programa de Doctorado "Estudios avanzados del Flamenco" de la Universidad de Sevilla. Ha sido profesor del máster de flamenco de la Universidad de Cádiz y resto de universidades andaluzas.

## Obras póeticas
Poemas en prosa Otra vez septiembre, Ediciones Padilla, Sevilla, 1999.
Con pocas palabras, selección de coplas flamencas, con prólogo de Félix Grande, Signatura Ediciones, Sevilla, 2008.
•	Obras narrativas:
•Tipos de interés, Ed. Vitrubio, Madrid, 2020.

## Obras de investigación literaria
- En una palabra: armonía. La poética de Ángel F. Sánchez Escobar,2012.

- Trayectoria y poética de Emilio Durán,Fénix Ediciones,2012.

- Un lugar en la tierra : antología,Editorial/es:  Fundación Cultural del Colegio Oficial de Aparejadores y Arquitectos Técnicos de Sevilla, 2006.

- La palabra y la espera, visión poética de Manuel Fernández Calvo. Editorial/es:Colección de Poesía Angaro, 2007.

- Poesía sevillana: grupos y tendencias (1969-1980), Universidad de Sevilla, 2002.

- Rafael Porlán, poeta del 27,Editorial/es:  Fundación Cultural del Colegio Oficial de Aparejadores y Arquitectos Técnicos de Sevilla, 2002.

- Sevilla : 24 poetas, 24 artistas,Editorial/es:  Sastre Domingo, César,.

- La sextina: de Petrarca a la poesía contemporánea,Editorial/es:  Arcibel Editores, 2009.

- Javier Salvago: una poética de la experiencia y la ironía Ed.La Manzana Poética, Córdoba, 2007.

- Emoción y ritmo. La visión poética de Manuel Gahete, Diputación de Córdoba, 2007.

- Aproximación a la poética plural de Francisco Peralto Ed. Corona del Sur, Málaga, 2002.

- Prólogo y edición de Julio Porlán. Canciones del sur. Antología literaria, Málaga, Centro Cultural de la Generación del 27-Diputación de Málaga, 2010.

- Emoción y ritmo : visión poética de Manuel Gahete, Diputación de Córdoba, 2007.

- La poética del tiempo en la obra de Juan Carlos Rodríguez Búrdalo,Editorial/es:  Diputación Provincial de Cáceres. Institución Cultural El Brocense, 2002.

- Poética y trayectoria de Emilio Durán,Editorial/es: Gallo de Vidrio, 2013.

- En una palabra: armonía. La poética de Ángel F. Sánchez. Escobar, Gallo de Vidrio, 2013.

## Obras de flamenco
•	Antología de coplas flamencas De la tierra al aire Fundación Machado-Gallo de Vidrio, Sevilla, 1992. Coordinador.
•	Duende y poesía en el cante de Antonio Mairena ,Ed. Giralda, Sevilla, 2000.
•	La madre y la compañera en las coplas flamencas Signatura,Editorial:Signatura Ediciones de Andalucía, S.L., Sevilla, 2005.
•	Con pocas palabras, con prólogo de Félix Grande, Signatura Ediciones, Sevilla, 2008.
•	Poética y didáctica del Flamenco, Signatura Ediciones, Sevilla, 2009.
•	El cante por derecho. Semblanza del cantaor Miguel Vargas. Ayuntamiento de Paradas (Sevilla). 2010.
•	Antonio Mairena, la forja de un clásico del cante flamenco, Almuzara, Córdoba, 2011.
•	La alboreá y la petenera: dos enigmas del flamenco Signatura Ediciones, Signatura Ediciones de Andalucía, S.L., Sevilla, 2011.

## Premios
- Premio “Joaquín Guichot” de Investigación Educativa (años 1995 y 1996) de la Junta de Andalucía y ponente o comunicante en varios cursos organizados por CEPS, Colegios de Licenciados y Doctores, Universidades, etc.
- Premio de Letras Flamencas del Concurso Internacional de Letras Flamencas de Barakaldo (Vizcaya) y del Festival de las Minas de La Unión (Murcia)
- Premio de Periodismo e Investigación “Antonio Mairena” 1995 y de “Prosa” 2001 del Festival de La Unión.
- Premio de investigación sobre la Serrana.
- Premio de investigación sobre la Petenera.
- Accésit de ensayo del Concurso "Villa de Marchena" 2024.

- Datos: Q11076534
- Multimedia: José Cenizo Jiménez / Q11076534